# Christkönig (Bad Kösen)

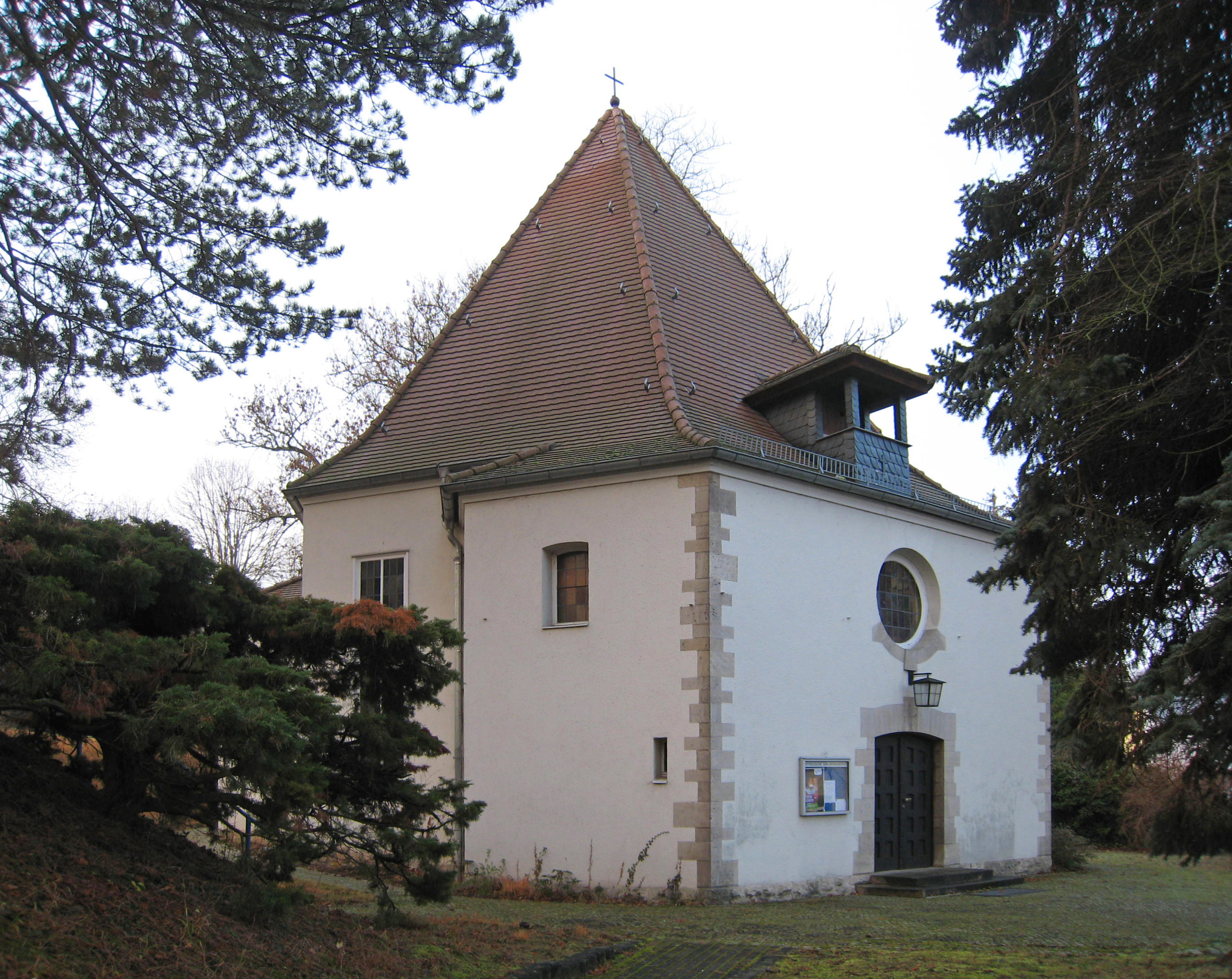
Christkönigskirche

Christkönig ist die römisch-katholische Kirche in Bad Kösen, einem Ortsteil der Stadt Naumburg (Saale) im Burgenlandkreis in Sachsen-Anhalt. Die Kirche trägt das Patrozinium Christus König und gehört zur Pfarrei St. Peter und Paul mit Sitz in Naumburg (Saale) im Dekanat Merseburg des Bistums Magdeburg. Das Kirchengebäude steht als Baudenkmal unter der Erfassungsnummer 094 83224 unter Denkmalschutz.

## Geschichte
In Kösen fand am 22. April 1928 der erste katholische Gottesdienst nach der Reformation statt. Der Geheime Sanitätsrat Dr. Löffler stellte dafür seinen leerstehenden Badepavillon zur Verfügung. Nach dem Tod von Löffler wurde das Anwesen 1935 verkauft, bis 1936 konnte der Badepavillon noch für katholische Gottesdienste der Pfarrei Naumburg in Kösen (ab 1935 Bad Kösen) genutzt werden. Dann wurde auf seinem Grundstück eine SS-Führerschule eingerichtet und die katholischen Gottesdienste wurden in einem Kino gefeiert.
Nach jahrelangen, zunächst vergeblichen Bemühungen um ein Baugrundstück für eine katholische Kapelle konnte am 9. Juni 1937 das Eckgrundstück Am Rechenberg / Flemminger Weg als Kirchbauplatz erworben werden. Im Juli 1937 wurde die Baugenehmigung erteilt, und am 26. September 1937 legte Dechant Karl Hesse aus Naumburg den Grundstein für die Christkönigskirche, die am 27. März 1938, ebenfalls durch Hesse, ihre Benediktion erhielt.
Nachdem am 1. September 1939 der Zweite Weltkrieg begonnen hatte, errichtete Caspar Klein, Erzbischof des Erzbistums Paderborn, zu dem Bad Kösen damals gehörte, durch Urkunde vom 30. Dezember 1939 die zur Pfarrei Naumburg gehörende Filialgemeinde Bad Kösen-Eckartsberga, um den Naumburger Pfarrvikar Anton Kemna vor der Einberufung zum Kriegsdienst zu bewahren. Kemna blieb zunächst weiter in Naumburg wohnen, er wurde erster Seelsorger der Filialgemeinde Bad Kösen-Eckartsberga.
Sein Nachfolger wurde Vikar Karl Fromme. In seiner Amtszeit stieg die Zahl der Gläubigen in der Filialgemeinde Bad Kösen-Eckartsberga im Herbst 1944 durch die Aufnahme von Katholiken, die aus dem Westteil des Deutschen Reichs vor den vorrückenden alliierten Truppen evakuiert worden waren, stark an. Von Dezember 1944 bis Mai 1945 wohnte Pfarrer Ernst Czarnetzki in Bad Kösen, der dort bei Verwandten untergekommen war.
Am 17. Mai 1945 zog Vikar Fromme von Naumburg nach Bad Kösen um, wo er eine Wohnung im ehemaligen Heim der Nationalsozialistischen Volkswohlfahrt bekommen hatte. Bad Kösen bekam damit erstmals einen ortsansässigen Seelsorger, womit in Bad Kösen eine katholische Kirchengemeinde, in Form einer Pfarrvikarie ohne eigene Vermögensverwaltung, begründet wurde.
Am 1. Oktober 1948 wurde die Filialkirchengemeinde Bad Kösen mit eigener Vermögensverwaltung und eigenem Kirchenvorstand errichtet. Im April 1949 bekam Vikar Fromme eine Wohnung im Haus Am Rechenberg 1 und wohnte nun direkt gegenüber der Kirche. 1952 wurde das knapp hundert Meter von der Kirche entfernte Haus Harzbecker (Pfaffenstieg 3) als Pfarrhaus angekauft, in das Vikar Fromme im September 1952 einzog.
Am 1. Juli 1953 wurde das Dekanat Naumburg-Zeitz errichtet, dem die Pfarrei Naumburg mit der Filialkirchengemeinde Bad Kösen und weiteren Tochtergemeinden Naumburgs angeschlossen wurde. 1954 wurde neben der Kirche ein freistehender Glockenstuhl errichtet, in dem eine nach der heiligen Maria benannte Glocke gehängt wurde. 1974 gehörten zur Filialkirchengemeinde Bad Kösen knapp 800 Katholiken, eine selbstständige Pfarrei bekam Bad Kösen jedoch nie.
Am 8. Juli 1994 wurde das Bistum Magdeburg gegründet, und die Zugehörigkeit Bad Kösens wechselte vom Erzbistum Paderborn zum Bistum Magdeburg.
Am 1. März 2006 wurde der Gemeindeverbund Naumburg – Bad Kösen – Freyburg – Laucha – Osterfeld errichtet. Damals gehörten zur Filialkirchengemeinde (Pfarrvikarie) Bad Kösen rund 460 Katholiken. Am 1. Januar 2009 wurde das Dekanat Merseburg gegründet, dem Bad Kösen seitdem angehört. Das bisherige Dekanat Naumburg-Zeitz wurde aufgelöst.
Aus dem Gemeindeverbund entstand am 2. Mai 2010 die heutige Pfarrei St. Peter und Paul mit Sitz in Naumburg, zu der neben der Christkönigskirche in Bad Kösen auch die Kirchen St. Peter und Paul in Naumburg und St. Elisabeth in Roßbach sowie die Christkönigskapelle in Eckartsberga gehören. Die damals ebenfalls zur Pfarrei St. Peter und Paul gehörenden Kapellen in Freyburg, Klosterhäseler, Laucha an der Unstrut und Osterfeld wurden inzwischen profaniert.

## Architektur und Ausstattung
Die Kirche steht am Rand des Bad Kösener Friedhofs, auf dem Eckgrundstück Am Rechenberg / Flemminger Weg, rund 300 Meter von der Saale entfernt.
Das Gotteshaus entstand nach Entwürfen des Architekten Wilhelm Ulrich in Halle (Saale). Die im Stil der Neuen Sachlichkeit errichtete Christkönigskirche steht auf einem polygonalen Grundriss und besitzt ein hohes kreuzbekröntes Zeltdach.